# Vandtårnet på Mosevej
Vandtårnet på Mosevej 2 Kolding også kaldet Søndre Vandtårn er tegnet af Ernst Petersen og stod færdigt i 1947. Ernst Petersen har tegnet de fleste af de offentlige bygning i Kolding i perioden 1918 til 1953. 
Det firkantede vandtårn blev bygget med fire udragninger, således at den runde vandbeholder kunne være i toppen. Vandtårnet har en glasbygning på toppen, der er otte kantet. Den er kun til udsmykning
Efter at man i 1921 begyndte rørlægningen af vandforsyningen til den sydlige bydel blev vandtårnet bygget i forbindelse med byggeriet af Søndre Vandværk. Søndre Vandværk ejes i dag af TRE-FOR.
Vandtårnet på Mosevej 2 ejes i dag af advokat Henning Lyhne der overtog det i 1990'erne af Vandtårnets Venner. Vandtårnets Venner havde købt vandtårnet af Kolding Kommune for 2.000 kr i 1993, efter at Kolding Kommune havde taget det ud af brug. Siden advokat Henning Lyhne overtog tårnet har det stået tomt og forfaldet.
Vandtårnets forfald har skabt den del debat i området, da børn klatre op på taget og sidder der .